# Pretoriaanse prefectuur van het Oosten
De pretoriaanse prefectuur van het Oosten (ook 'Oriens'), (Latijn: praefectura praetorio Orientis, Oudgrieks: ἐπαρχότης / ὑπαρχία τῶν πραιτωρίων τῆς ἀνατολῆς) was een van de vier grote pretoriaanse prefecturen, waarin het late Romeinse Rijk was opgedeeld. Aangezien de 'pretoriaanse prefectuur van het Oosten' het grootste deel van het Oost-Romeinse Rijk omvatte en de prefect net als de keizer gevestigd was in Constantinopel, was de pretoriaanse prefect van het oosten na de keizer de machtigste man van het Oost-Romeinse rijk. Hij vervulde een functie die vergelijkbaar was met die van eerste minister.

## Lijst van bekendepraefecti praetorio Orientis
- Saturninius Secundus Salutius (361 tot enige jaren na de troonsbestijging door Valentinianus I)
- Flavius Rufinus (392-395)
- Anthemius van Byzantium (405-414)
- Johannes de Cappadociër (531-541) (Nika-oproer in 532 uitgezonderd)